# Reigandō
La cueva de Reigandō (en japonés: 霊巌洞; que significa 'cueva del Espíritu de la Roca') es una cueva de Japón que se encuentra al oeste de la ciudad de Kumamoto (prefectura de Kumamoto), que durante un tiempo se convirtió en el hogar temporal del rōnin Miyamoto Musashi. Desde 1643, Musashi pasó muchos de sus últimos meses en la cueva, meditando y escribiendo su libro de Cinco anillos. La cueva es de fácil acceso en autobús desde la ciudad de Kumamoto y desde la cercana Tamana.